# Мадалена (Лиссабон)
Мадалена (порт. Madalena) — район (фрегезия) в Португалии, входит в округ Лиссабон. Является составной частью муниципалитета Лиссабон. Находится в составе крупной городской агломерации Большой Лиссабон. По старому административному делению входил в провинцию Эштремадура. Входит в экономико-статистический субрегион Большой Лиссабон, который входит в Лиссабонский регион. Население составляет 380 человек на 2001 год. Занимает площадь 0,11 км².